# Eos Chasma
Eos Chasma és una estructura geològica del tipus chasma a la superfície de Mart, situada amb el sistema de coordenades planetocèntriques a -6.19 ° de latitud N i 330.95 ° de longitud E. Fa 1.305,69 km de diàmetre. El nom va ser fet oficial per la UAI l'any 1973 i pren el nom d'una característica d'albedo localitzada.